# Вологі тропічні ліси Фіджі
Вологі тропічні ліси Фіджі (ідентифікатор WWF: OC0105) — океанійський екорегіон тропічних та субтропічних вологих широколистяних лісів, розташований на Фіджі та на островах Волліс і Футуна.

## Географія
Екорегіон вологих тропічних лісів Фіджі охоплює архіпелаг Фіджі, розташований у південно-східній частині Тихого океану, на східній окраїні Меланезії, приблизно за 3000 км на схід від Австралії, між 16° і 20° південної широти та між 178° східної і 178° західної довготи. Він складається з більш ніж 300 вулканічних островів та півсотні менших острівців. Найбільшими островами архіпелагу є Віті-Леву площею 10 388 км² та Вануа-Леву площею 5587 км², які разом складають 78 % території Фіджі. На Віті-Леву мешкає 70 % населення країни. Тут розташована Сува — столиця та найбільше місто Фіджі, а також гора Томаніві — найвища вершина архіпелагу заввишки 1324 м. Західні частини островів Віті-Леву та Вануа-Леву, що лежать у дощовій тіні, виділяють у окремий екорегіон сухих тропічних лісів Фіджі.
Острови Фіджі утворилися внаслідок субдукції Тихоокеанської плити під Австралійську плиту приблизно 5-20 мільйонів років тому. Вулканічна активність в регіоні триває: приблизно у 1550 році н.е. відбулося виверження гори Улуїгалау на Тавеуні, третьому за площею острові архіпелагу. Більшість ґрунтів Фіджі мають вулканічне походження, однак частина з них утворилася з піднятих морських рифів і відкладів, а в долинах річок на найбільших островах поширені алювіальні ґрунти.
За 400 км на північний схід від Фіджі, між 13° і 14° південної широти та між 176° і 178° західної довготи, лежать острови Волліс і Футуна, заморське співтовариство Франції, що складається з трьох головних островів і низки дрібних острівців. Архіпелаг Горн включає острів Футуна та безлюдний острів Алофі, а за 240 км на північний схід від нього розташований острів Увеа або Волліс, оточений великим бар'єрним рифом. Вулкани на цих сильно еродованих островах давно згасли, хоча колись активні кратери все ще можна побачити на Увеа. Острови Футуна та Алофі є більш давніми, ніж Увеа. На них можна побачити вапнякові тераси, які вказують на попередні епохи, коли рівень моря був вищим. Найвищою вершиною Волліса і Футуни є гора Пуке заввишки 524 м, розташована на острові Футуна.
За 500 км на північ від Віті-Леву та за 500 км на захід від Волліса і Футуни розташований вулканічний острів Ротума та кілька менших островів. Його площа становить 47 км², а висота — 256 м над рівнем моря. Адміністративно острови Ротума є залежною територію Республіки Фіджі.

## Клімат
На островах регіону переважає тропічний екваторіальний клімат (Af за класифікацією кліматів Кеппена). Протягом всього року в регіоні дмуть південно-східні пасати. Середня температура тут коливається від 22 °C у липні до 26 °C у січні. Середньорічна кількість опадів коливається від 2500 до 3000 мм, а на навітряних схилах гір їх кількість становить від 5000 до 10 000 мм. З січня по квітень на Фіджі іноді трапляються руйнівні тропічні циклони.

## Флора
Основними рослинними угрупованнями екорегіону є низинні дощові ліси, гірські дощові ліси та хмарні ліси, розподіл яких залежить від висоти над рівнем моря.
Низинні дощові ліси поширені на висоті до 400 м над рівнем моря. В лісах, що ростуть на архіпелазі Фіджі, переважають фіджійські дегенерії (Degeneria vitiensis), пандани Йоске (Pandanus joskei), великоцвіті мускатники (Myristica macrantha), ендіандри Джиллеспі (Endiandra gillespiei), тихоокеанські каурі (Agathis macrophylla), фіджійські калофіллуми (Calophyllum vitiense), новоебудійські калофіллуми (Calophyllum neoebudicum), фіджійські канаріуми (Canarium vitiense), миртолисті гарцинії (Garcinia myrtifolia) та різні види сизигіумів (Syzygium spp.). У низинних дощових лісах Волліса і Футуни також поширені таїтійські сумахи (Rhus taitensis), блакитні мармурові дерева (Elaeocarpus angustifolius), квітучі елеокарпуси (Elaeocarpus floridanus), острівні лічі (Pometia pinnata), дурні мускатники (Myristica fatua) та різні види планшонелл (Planchonella spp.).
Гірські дощові ліси поширені на вітряних гірських схилах, на висоті від 400 до 600 м над рівнем моря, де температура на 4-6 °C нижча, ніж у прибережних районах. У цих низькорослих лісах домінують тихоокеанські каурі (Agathis macrophylla), фіджійські калофіллуми (Calophyllum vitiense), великолисті ендоспермуми (Endospermum macrophyllum), каштанолисті мускатники (Myristica castaneifolia), фіджійські метросідероси (Metrosideros vitiensis) та різні види ногоплідників (Podocarpus spp.) і смердючих дерев (Dysoxylum spp.).
Хмарні ліси зустрічаються у високогір'ях Фіджі та Футуни, на висоті від 600 до 900 м над рівнем моря та вище. Опадів тут випадає значно більше, ніж у низовинах екорегіону, зазвичай понад 4500 мм на рік, а середня температура коливається від 10 °C до 20 °C. Лісовий намет у надзвичайно густих хмарних лісах Фіджі зазвичай розташований на висоті близько 7 м над землею. У високогірних лісах екорегіону переважають епіхаріси Джиллеспі (Epicharis gillespieana), гірські ліхтарні дерева (Hernandia moerenhoutiana), макаранги Зеемана (Macaranga seemannii), різні види сизигіумів (Syzygium spp.) та фагрей (Fagraea spp.). В підліску поширені деревоподібні папороті, зокрема тонкокрильники Вілкеса (Leptopteris wilkesiana) та різні види ціатей (Cyathea spp.), а також ліани, зокрема фіджійські фрейсінетії (Freycinetia storckii).
Океанічна ізоляція Фіджійського архіпелагу, великі розміри, складний рельєф та незвичайна біогеографічна історія екорегіону сприяли розвитку багатої флори, що характеризується високим рівнем ендемізму. Загалом на Фіджі зустрічається 1769 видів судинних рослин, з яких приблизно 23 % є ендемічними. Решта видів включає багато регіональних ендеміків, які також зустрічаються на Самоа, Тонзі та Вануату. Багато родів рослин досягають своєї східної межі поширення на Фіджі.
Найбільш унікальними ендеміками Фіджі є фіджійські дегенерії (Degeneria vitiensis) та рожевоцвіті дегенерії (Degeneria roseiflora), єдині представники ендемічної родини дегенерієвих (Degeneriaceae), віддалено пов'язаної з магноліями. Серед інших примітивних рослин, поширених в екорегіоні, слід відзначити 10 видів голонасінних рослин, зокрема королівський саговник (Cycas rumphii), тихоокеанське каурі (Agathis macrophylla) та кілька ендеміків — фіджійський дакридіум (Dacrydium nausoriense), лускатий ногоплідник (Podocarpus affinis) та фіджійську акмопілу (Acmopyle sahniana).  Усі 24 місцеві види пальм, поширені на Фіджі, є ендеміками екорегіону, що робить Фіджійський архіпелаг гарячою точкою біорізноманіття пальм. 8 видів пальм є рідкісними або перебувають під загрозою зникнення. Зокрема, популяція пальми вілеїто (Neoveitchia storckii) складається менш ніж з 200 рослин, що зростають на Віті-Леву. Деякі ендеміки екорегіону зустрічаються лише на одному острові або лише у одній місцевості. Так, 8 видів рослин зустрічаються лише на горі Касі на острові Вануа-Леву, а 3 види — лише на острові Футуна.
Флора Фіджі демонструє спорідненість з флорою Малезії та Меланезії. Приблизно 90 % родів рослин, поширених на Фіджі, також зустрічаються на Новій Гвінеї, а від 65 % до 75 % — в Австралії та у Новій Каледонії. Більшість рослин, поширених на Фіджі, потрапили в екорегіон завдяки плодоїдним птахам та криланам, які розповсюджували насіння на великі відстані вздовж острівних дуг Меланезії.

## Фауна
Орнітофауна екорегіону нараховує понад 110 видів птахів, з яких третина (35 видів) є ендеміками. Деякі ендемічні птахи обмежені лише одним або кількома островами. Зокрема, фіджійські мао (Gymnomyza brunneirostris) та віті-левуйські папужники (Erythrura kleinschmidti) є ендеміками острова Віті-Леву, натеванські шовкохвости (Lamprolia klinesmithi) — острова Вануа-Леву, тавеунійські шовкохвости (Lamprolia victoriae) та синьочубі міагри (Myiagra azureocapilla) — острова Тавеуні, ротуманські медовички (Myzomela chermesina) — острова Ротума, а кадавуйські медолюби — островів Кадаву. Рудогорлі міагри (Myiagra castaneigularis) та довгоногі кущавники (Cincloramphus rufus) зустрічаються на островах Віті-Леву та Вануа-Леву, зелені мао (Gymnomyza viridis) та фіджійські фулегайо (Foulehaio taviunensis) — на Вануа-Леву та Тавеуні, фіджійські ланграйни (Artamus mentalis) — на Віті-Леву, Вануа-Леву та Тавеуні, а кадавуйські віялохвістки (Rhipidura personata) — на Кадаву та сусідньому острові Оно.
На Фіджі зустрічається одинадцять видів голубів, зокрема ендемічні строкаті тілопо (Ptilinopus victor), золотисті тілопо (Ptilinopus luteovirens), жовтоголові тілопо (Ptilinopus layardi) та фіджійські пінони (Ducula latrans), та шість видів папуг, зокрема ендемічні червоні папуги (Prosopeia splendens), пурпурові папуги (Prosopeia tabuensis), жовтоволі папуги (Prosopeia personata), червоногорлі лорікети (Vini amabilis) та лорі-самітники (Vini solitaria). Серед інших ендемічних птахів, поширених на Фіджі, слід відзначити фіджійських яструбів (Accipiter rufitorques), фіджійських медовичок (Myzomela jugularis), кікау (Foulehaio procerior), фіджійських свистунів (Pachycephala vitiensis), строкатоволих віялохвісток (Rhipidura verreauxi), рудогрудих сизарок (Mayrornis versicolor), білочеревих сизарок (Mayrornis lessoni), чорногорлих монархів-великодзьобів (Clytorhynchus nigrogularis), фіджійських очеретянок (Horornis ruficapilla), фіджійських окулярників (Zosterops explorator) та фіджійських папужників (Erythrura pealii). Ендемічний фіджійський тайфунник (Pseudobulweria macgillivrayi) тривалий час був відомий лише за одним екземпляром, який був зібраний у 1855 році, і не зустрічався до 1994 року, коли невелику гніздову популяцію не було виявлено в хмарному лісі на острові Гау. Раніше на Фіджі мешкали ендемічні фіджійські пастушки (Hypotaenidia poeciloptera), однак ці птахи вимерли у XX столітті внаслідок хижацтва з боку інтродукованих кішок та мангустів.
Майже ендемічними представниками орнітофауни Фіджі є самоанські голуби (Pampusana stairi), райдужні тілопо (Ptilinopus perousii), фіджійські тілопо (Ptilinopus porphyraceus), синьоголові лорі-віні (Vini australis), полінезійські фулегайо (Foulehaio carunculatus), полінезійські оругеро (Lalage maculosa), рудобокі монархи-великодзьоби (Clytorhynchus vitiensis) та рудоволі міагри (Myiagra vanikorensis). Також на островах екорегіону мешкають австралійські крижні (Anas superciliosa), білогорлі голуби (Columba vitiensis), тонганські пінони (Ducula pacifica), новозеландські коелі (Urodynamis taitensis), віялохвісті кукавки (Cacomantis flabelliformis), південні луні (Circus approximans), крапчасті сипухи (Tyto alba), світлогузі салангани (Aerodramus spodiopygius), малі тоутоваї (Petroica pusilla), південноазійські ластівки (Hirundo tahitica), сивоспинні окулярники (Zosterops lateralis), полінезійські шпаки-малюки (Aplonis tabuensis) та мінливопері дрозди (Turdus poliocephalus), багато з яких представлені ендемічними підвидами.
Єдиними місцевими ссавцями, поширеними на островах регіону, є шість видів рукокрилих. Тихоокеанські крилани (Pteropus tonganus) та тихоокеанські мішкокрили (Emballonura semicaudata) зустрічаються на багатьох островах Океанії, останні є єдиними місцевими ссавцями, поширеними на Воллісі і Футуні. Самоанські крилани (Pteropus samoensis), довгохвості крилани (Notopteris macdonaldi) та фіджійські мопси (Chaerephon bregullae) є майже ендемічними представниками регіону, поширеним також на Самоа і Вануату. Єдиними ендеміками екорегіону серед ссавців є фіджійські мавпоносики (Mirimiri acrodonta), представники монотипового роду Mirimiri, відкриті у 1976 році в хмарному лісі на вершині острова Тавеуні.
Герпетофауна екорегіону включає близько 30 видів місцевих плазунів, зокрема тихокеанських деревних удавів (Candoia bibroni) та низку поширених в Океанії видів сцинків та геконів, зокрема майже ендемічних фіджійських деревних сцинків (Emoia trossula), океанійських змієоких сцинків (Cryptoblepharus poecilopleurus) та ненажерливих дтелл (Gehyra vorax). Ендеміками екорегіону є 14 видів плазунів, частина з яких, подібно до птахів, зустрічаються лише на одному або кількох островах регіону. Фіджійські змії (Ogmodon vitianus) та сцинки Кембелла (Emoia campbelli) мешкають лише на Віті-Леву, ванулевуйські стрункі сцинки (Emoia mokosariniveikau) — на Вану-Леву та сусідніх острівцях, ротумські сцинки (Emoia oriva) та ротумські лісові гекони (Lepidodactylus gardineri) — на Ротумі, а лауські земляні сцинки (Leiolopisma alazon) — на островах Лау, а фіджійські змієокі сцинки (Cryptoblepharus eximius), фіджійські стрункі деревні сцинки (Emoia concolor), фіджійські мідноголові сцинки (Emoia parkeri) та фіджійські лісові гекони (Lepidodactylus manni) — на багатьох островах архіпелагу. Найбільш унікальними ендеміками екорегіону є чотири види фіджійських ігуан — фіджійські смугасті ігуани (Brachylophus bulabula), фіджійські чубаті ігуани (Brachylophus vitiensis), гауські ігуани (Brachylophus gau) та лауські смугасті ігуани (Brachylophus fasciatus). Останні також зустрічаються на Тонзі, однак вважається, що вони були завезені туди людьми. Предки фіджійських ігуан походять з Південної Америки, розташованої за багато тисяч кілометрів від архіпелагу, на протилежній стороні Тихого океану. Фіджі є єдиним місцем в Тихому океані, де зустрічаються ігуани, за винятком Галапагоських островів, розташованих зовсім поряд з Південною Америкою. Окрім плазунів, на Фіджі також зустрічаються два види ендемічних амфібій — фіджійські наземні жаби (Cornufer vitianus) та фіджійські деревні жаби (Platymantis vitiensis). Архіпелаг Фіджі є найсхіднішим місцем поширення амфібій в Океанії.
Палеонтологічні дослідження свідчать, що в доісторичні часи на Фіджі, Воллісі і Футуні зустрічалася низка видів, які наразі вимерли. Наразі виявлено великих нелітаючих куроподібних птахів (Megavitiornis altirostris), два види великоногів (Megapodius amissus та Megapodius alimentum), два види голубів (Ducula lakeba та Natunaornis gigoura), пастушка (Vitirallus watlingi), велетенську наземну ігуану (Lapitiguana impensa), триметрового наземного крокодила (Volia athollandersoni) та велику рогату черепаху-міоланію (Meiolania). Вважається, що більшість із них вимерли незабаром після прибуття перших людей в регіон, можливо, через надмірне полювання.

## Збереження
Фіджі, Волліс і Футуна були заселені меланезійцями та полінезійцями від 3300 до 4000 років тому. За століття значна частина низинних дощових лісів регіону була знищена, а на їх місці були створені поселення, сільськогосподарські угіддя та плантації тропічної деревини. Близько 15 % лісів Фіджі були вирубані з 1960-х років, і наразі лише 40 % архіпелагу вкриті лісами, переважно у важкодоступних гірських районах. Більшість лісів на Волліс і Футуні були знищені або значно деградували. Ліси вкривають близько 15 % площі Увеа та 30 % Футуни, переважно в горах на висоті понад 400 м над рівнем моря та на стрімких схилах глибоких долин. Ліси на Ротумі були майже повністю вирубані, і наразі на острові переважає вторинна рослинність.
Основною загрозою для збереження природи регіону є подальша вирубка лісів, а також поширення інвазивних видів. Інтродуковані рослини, зокрема яблучна гуаява (Psidium guajava), звичайний лантан (Lantana camara) та гірка американська лоза (Mikania micrantha), є небезпечними бур'янами, які призводять до деградації природних рослинних угруповань. Чорні пацюки (Rattus rattus), сірі пацюки (Rattus norvegicus), малі мангусти (Urva auropunctata), здичавілі коти (Felis catus) та індійські майни (Acridotheres tristis) полюють на місцеві види птахів, плазунів, земноводних і безхребетних, що у деяких випадках призводить до значного скорочення популяцій або до повного їх винищення. Тавеуні — найбільший острів Фіджі, на якому відсутні мангусти, а на островах Гау немає диких свиней (Sus scrofa). Ці острови є важливими притулками для вразливих місцевих видів.
Оцінка 2017 року показала, що 598 км², або 6 % екорегіону, є заповідними територіями. Природоохоронні території включають: Заповідну зону басейну річки Сові, Лісовий заповідник Надарівату, Природний заповідник Томаніїві та Лісовий заповідник Коло-і-Сува на Віті-Леву, а також Природний заповідник Равілеву та Заповідник Боума-Лавена на Тавеуні.